# Estación de Villa de Don Fadrique
Villa de Don Fadrique  fue una estación de ferrocarril situada en el municipio español de La Villa de Don Fadrique, en la provincia de Toledo.

## Historia
La estación formaba de la línea Villacañas-Quintanar de la Orden, que había sido inaugurada originalmente en 1909 como un ferrocarril de vía estrecha. No obstante, a finales de la década de 1920 el trazado fue sometido a una profunda reforma y adaptado al ancho ibérico para permitir su conexión con la red general. En 1941, con la nacionalización de los ferrocarriles de ancho ibérico, el complejo se integró en la red de la empresa estatal RENFE. Las instalaciones se mantuvieron en servicio para mercancías al menos hasta comienzos de la década de 1990, siendo rehabilitadas para otros usos.